# ChalkZone
ChalkZone (no Brasil: Mundo Giz) é uma série de televisão animada americana, criada por Bill Burnett & Larry Huber para a Nickelodeon. O desenho trata sobre Rui Tabootie, um garoto de 10 anos de idade, que descobre um mundo além do quadro negro quando desenha nele com o giz mágico, permitindo-o atravessar para o Mundo Giz, onde tudo o que desenha se torna real e pode tomar vida. Foi exibida originalmente entre 1 de janeiro de 1998 e 29 de julho de 2000 e revivida entre 22 de março de 2002 e 23 de agosto de 2008.